# Charlie Enright
Charlie Enright (Bristol, 10 september 1984) is een Amerikaans zeiler. Hij is met name bekend als schipper van Team Alvimedica in de Volvo Ocean Race 2014-2015.
Enright is afkomstig van een familie met een lange zeiltraditie. Op tienjarige leeftijd zeilde hij zijn eerste wedstrijden op nationaal niveau. Hij heeft een graad behaald aan de Brown University, en was viermaal lid van het All-American zeilteam van deze universiteit. Al snel stapte hij in het zeezeilen. In 2007 voer hij de Transpacific Yacht Race op het jacht Morning Light. Hij ontmoette hier zijn vaste zeilpartner Mark Towill. Van deze tocht maakte Roy Disney de documentairefilm Morning Light, die op 17 oktober 2008 in première ging.
Enright's eerste grote overwinning was het winnen van de Newport Bermuda Race in 2010 als wachtleider op Genuine Risk. Samen met Towill won hij in 2011 de jeugddivisie van de Transatlantic Race, een zeilwedstrijd van Newport naar Engeland, en behaalde hij de derde plaats in de IRC-divise van de Fastnet Race. Met Mark Towill stond Enright aan de basis van Team Alvimedica, een Amerikaans-Turks zeilteam dat deelnam aan de Volvo Ocean Race in 2014-2015. Enright, de jongste schipper in deze editie, loodste zijn team naar de vijfde plaats in het eindklassement.